# پناهجویی در بودیسم

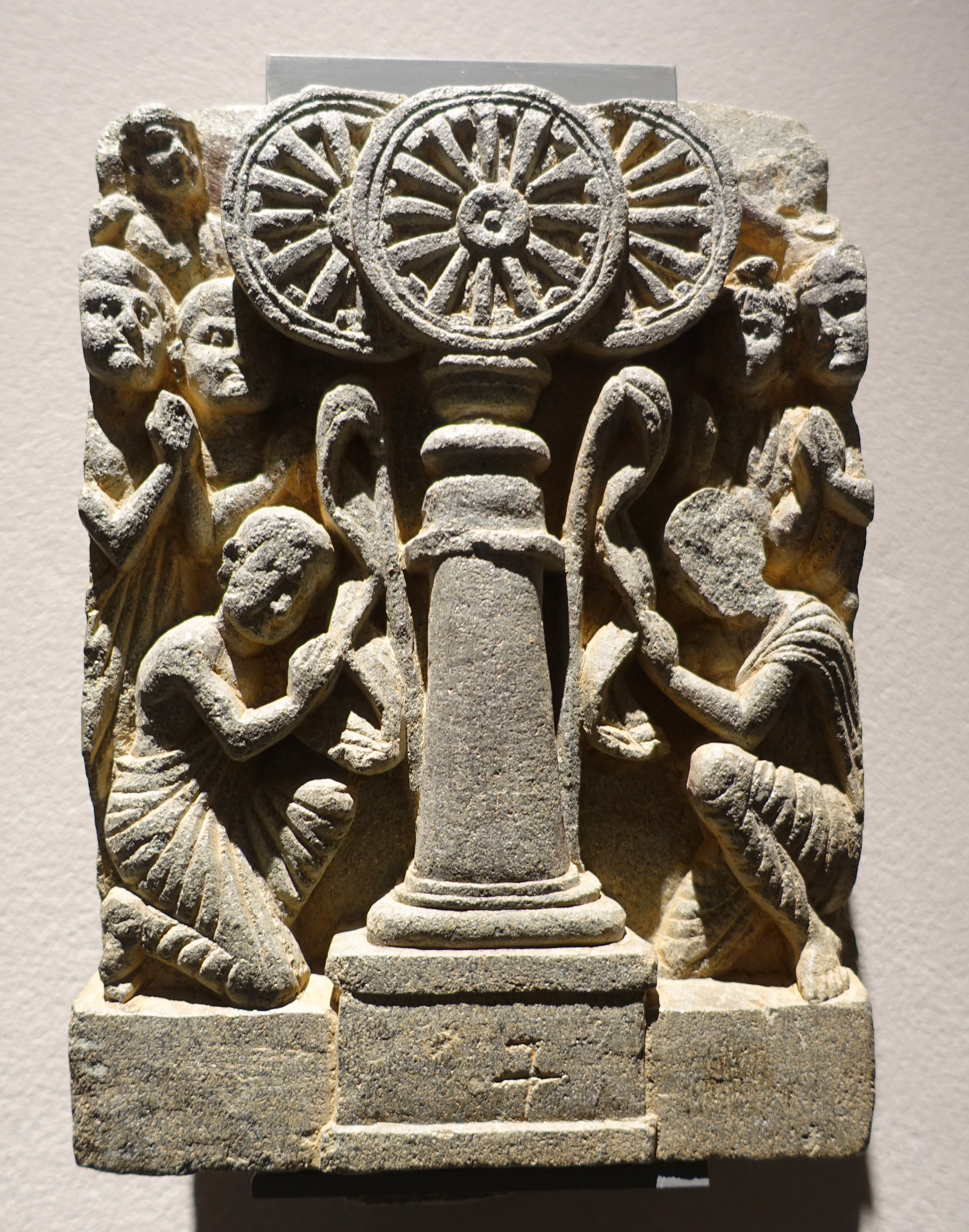
بزرگداشت سه گوهر، گندارهٔ خراسان، سده دوم میلادی، سنگ اردوال، موزه قوم‌شناسی برلین

پناهجویی در بودیسم به معنای پناه بردن به سه گوهر بودیسم است که عبارتند از:
- بودا: به عنوان معلم و راهنمای روشن‌ضمیر
- دَرمَه: آموزه‌ها و حقایق بودا
- سنگها: جامعه راهبان و راهبه‌های بودایی

پناه بردن به این سه گوهر به معنای پذیرش آنها به عنوان راهنما و تکیه‌گاه در مسیر معنوی است. این عمل نشان‌دهنده تعهد به پیروی از آموزه‌های بودا و تلاش برای رسیدن به بیداری معنوی (بودا شدن) است.
پناه بردن در بودیسم، یک عمل رسمی است که با خواندن یک عبارت خاص به زبان پالی یا سانسکریت انجام می‌شود. این عبارت به‌طور کلی به این صورت است:
- بودهام شارانام گاچامی: به بودا پناه می‌برم.
- دهمام شارانام گاچامی: به درمه پناه می‌برم.
- سنگهام شارانام گاچامی: به سنگها پناه می‌برم.

پناه بردن به سه گوهر، پایه و اساس عمل بودایی است. این عمل به فرد کمک می‌کند تا در مسیر معنوی خود ثابت قدم بماند و از موانع و مشکلات عبور کند. همچنین، پناه بردن به سه گوهر، به فرد احساس تعلق به یک جامعه معنوی را می‌دهد که می‌تواند در این مسیر از او حمایت کند.

## جزئیات
پناه گرفتن (سانسکریت: त्रिशरण, triśaraṇa/Trisharana; پالی: tisaraṇa; به معنای "پناه سه‌گانه") یک مفهوم اساسی در بودیسم است. با پناه بردن به سه گوهر (بودا، آیین، انجمن)، شخص به عنوان یک پیرو آیین بودایی شناخته می‌شود. پناه بردن به این معناست که این سه گوهر را به عنوان ارکان اصلی ایمان و عمل شخصی خود قرار دهیم، یعنی خود را با بودا، آموزه‌های او و جامعه بودایی هماهنگ کنیم. پناه بردن می‌تواند در قالب یک مراسم (در چارچوب یک جامعه بودایی) انجام شود و معمولاً با تعهد به پنج نیت، یعنی قوانین اخلاقی، همراه است.
به باور بوداییان، پس از پناه بردن به بودا، درمه و سنگها، نباید به موجودات نابیدار (خدا، خدایان) پناه برد، زیرا آنها در نهایت به شما در غلبه بر چرخه زادمرگ (سمساره، تناسخ) و رسیدن به رستگاری (نیروانا) کمک نمی‌کنند.
پناه بردن به بودا به عنوان آموزگار، به درمه به عنوان راهنما و به سنگهای «بیدار» به عنوان الگو انجام می‌شود.

## نیت‌ها
به باور بوداییان، وقتی تصمیم به پناه بردن می‌گیرید، خود را به مسیر بودایی متعهد می‌کنید. این شامل پایبندی به نیت‌ها یا عهدها، به ویژه نیت آسیب نرساندن به هیچ موجود زنده‌ای است. این نیت الزامی همیشه به‌طور ضمنی با پناه بردن همراه است.
بسته به سنت و راهنما، نیت‌ها و جملات ممکن است متفاوت باشد.
این پنج نیت (پنج سیله) را می‌توان علاوه بر این به عنوان بخشی از پناه در نظر گرفت:
1. نکشتن: هم به انسان و هم به حیوانات مربوط می‌شود، زیرا هر دو موجودات دارای احساس هستند.
2. دزدی نکردن: چیزی را که داده نشده است، برندارید.
3. سوء رفتار جنسی نداشتن: رابطه جنسی فقط بین شرکای بالغ که به گونه‌ای دیگر مقید نیستند.
4. دروغ نگفتن: می‌تواند به همه اشکال دروغ مربوط باشد.
5. مصرف نکردن مواد مخدر: به‌طور سنتی به الکل اشاره دارد، اما باید از هر ماده دیگری که ذهن را کدر می‌کند نیز اجتناب شود.

## درجات پناهجویی
طبق کتاب «چراغ راه» آتیشا (قرن یازدهم) و سنت لامریم که توسط تسونگ‌خاپا تأسیس شد، می‌توان درجات مختلفی از پناه گرفتن را تشخیص داد:
برای تمایز، از اهداف تمرین‌کننده استفاده می‌شود، که در آن از مفهوم «حوزه‌ها» استفاده می‌شود:
- حوزه دنیوی: به معنای پناه بردن برای بهبود زندگی (غیر بودایی)
- پایین‌ترین حوزه بودایی: به معنای پناه بردن برای دستیابی به تناسخ بالاتر و در نتیجه اجتناب از حوزه‌های پایین وجود.
- حوزه میانی بودایی: به معنای پناه بردن برای رسیدن به نیروانا.
- بالاترین حوزه بودایی: به معنای پناه بردن برای تبدیل شدن به یک بودا.
- بالاترین حوزه بودایی (گاهی اوقات ذکر می‌شود): به معنای پناه بردن برای رسیدن به بودایی در این زندگی (از طریق استفاده از تکنیک‌های بودایی تنتره).

## پناه بردن به مرشدان
در بودیسم وجره‌یانه، به گوروها (مرشدان)، یعنی لاماهای مربوطه نیز پناه می‌برند. اینها برای شاگردان نمایانگر ویژگی‌های کامل بودا هستند و واسطه درمه هستند. با این حال، در مراسم پناهندگی واقعی، معمولاً فقط به بودا، دارما و سنگها پناه برده می‌شود. شخص نه به یک لاما (معلم)، نه به یک مرکز، نه به یک سنت و نه به یک گروه، بلکه منحصراً به بودا، درمه و سنگها متعهد می‌شود. پناه بردن به گورو یک تمرین پیشرفته (گورویوگا) در بودیسم وجره‌یانه است.